# Черновик (газета)
«Черновик» (сокр. «ЧК») — российская общественно-политическая еженедельная газета, издающаяся в Республике Дагестан.
Самое цитируемое дагестанское СМИ за III квартал 2022 года.

## История
Газета основана 19 августа 2003 года. Первый (нулевой) выпуск «Черновика» состоялся 4 сентября 2003 года.
Основателем и первым главным редактором был Хаджимурад Камалов. Газета освещает общественно-политические события, происходящие в Дагестане и за его пределами.
В 2011 году еженедельник награждён премией «Свободная пресса Восточной Европы» имени Герда Буцериуса.
В сентябре 2009 года в Махачкале неизвестными были распространены листовки с угрозами в адрес дагестанских журналистов, адвокатов, общественных деятелей и др. В них анонимные авторы назвали 16 фамилий, в числе которых был и основатель газеты «Черновик» Хаджимурад Камалов.
Через два года, 15 декабря 2011 года, в Махачкале было совершено покушение на Камалова. Раненый журналист скончался по дороге в больницу. Более тысячи человек стали участниками траурной процессии, проходившей на следующий день в Махачкале.
15 декабря 2012 года в Москве в Центральном доме журналиста прошла торжественная церемония вручения премии имени Андрея Сахарова «За журналистику как поступок». Основатель и учредитель дагестанской газеты «Черновик» Хаджимурад Камалов посмертно стал одним из 13 лауреатов премии.
13 января 2014 года, уже после смерти Камалова, Правительство РФ в области СМИ вручило премию газете «За вклад в борьбу с коррупцией и преступностью в регионе». Лауреатами премии стали трое журналистов издания: Маирбек Агаев, Магомед Магомедов и Магди-Магомед Камалов.
В 2019 году началось преследование Абдулмумина Гаджиева — журналиста газеты «Черновик».
С 2021 года, новое руководство республики Дагестан в лице Сергея Меликова, усилило давление на газету «Черновик». Так, власти под угрозой пересмотра приватизации земельного участка типографии, где печаталась бумажная версия газеты, вынудили руководство типографии отказаться от сотрудничества с газетой. Типографию в Ростове-на-Дону также прекратило сотрудничество с газетой. Вследствие этого газета лишилась печатной версии издания.
В 2023 году, несмотря на многочисленные протесты, журналиста Абдулмумина Гаджиева посадили на 17 лет.

## Дело Абдулмумина Гаджиева
14 июня 2019 года в квартире журналиста Абдулмумина Гаджиева, который является редактором отдела религии газеты «Черновик», прошёл обыск. У Гаджиева изъяли технику, а самого журналиста  задержали и обвинили ст. 205 УК РФ «участие в деятельности террористических организаций». Правозащитный центр «Мемориал» признал журналиста политическим заключенным. В поддержку Абдулмумина Гаджиева выступили глава Совета по правам человека при президенте России Михаил Федотов, уполномоченный по правам человека Татьяна Москалькова, Союз журналистов России, Репортёры без границ, Комитет защиты журналистов, Human Rights Watch и другие.

## Рубрики
В газете публикуются интервью с известными персонами, репортажи и новостные заметки, которые выходят на информационно-аналитических полосах: «Новости», «Политика», «Экономика», «Общество», «Культура», «Спорт», «Религия», «Республика».
«Черновик» представлен как в печатном варианте — в виде еженедельной газеты (распространяется по Республике Дагестан), так и в электронной версии, в виде сайта.

## Главные редакторы
- Исаева, Надира Рашидовна (до 2011)